# Minervén Sport Club
Minervén Sport Club, conocido como Minervén, fue un club de fútbol venezolano ubicado en la ciudad de El Callao en el estado Bolívar.
El Minervén de los 1990 patentó lo que para el ámbito venezolano fue un estilo de juego único en la época, basado en el toque corto y vistoso; era reconocido como el "Ballet Azul", apoyando este estilo en jugadores como el Mago Stalin Rivas y Félix Hernández.

## Historia
Fue fundado en 1985 como Club Minervén con sede en El Callao, en la década de los 90 el equipo experimentó un notable crecimiento, llegando a cuartos de final de la Copa Libertadores en 1994 para luego titularse campeón en la temporada 1995/1996 de la primera división nacional; además fueron subcampeones en las temporadas 1991/1992, 1992/1993 y 1994/1995 por ello se conocieron como el Expreso Azul o el Ballet Azul. 
En 2004 es sustituido por el Colegio Iberoamericano FC, disputando los torneos de la segunda división, en 2007 la Federación Venezolana de Fútbol anuncia el ascenso de 8 equipos de segunda división en los cuales no se encontraba el Colegio Iberoamericano FC, por ello se decide relanzar el club a mediados de año. 
El 27 de julio de 2007 es presentado por el presidente de la organización Luciano Chávez el nuevo nombre del equipo Minervén Bolívar Fútbol Club a cargo del director técnico argentino Horacio Matuszyczk.
El equipo tenía como sede el estadio CTE Cachamay de Ciudad Guayana. Compartía este recinto con Mineros de Guayana, en la década de los 90 ambos clubes representaban el "Clásico del Sur". Al finalizar la temporada de 2008, el Minervén es obligado a descender a Segunda por la FVF debido a que recibió una sanción del Consejo de Honor, luego que sus categorías inferiores faltaran a un juego reprogramado contra Monagas SC. Junto con una grave crisis económica el club azul desaparece debido a que no era posible ni mantenerlo en Segunda División.
En julio de 2015 se conoce que el equipo reaparecerá en la Tercera División de Venezuela para el torneo de adecuación
Mejor Jugador De La Historia Fue Andres el Magico Urbano

### Cambios de nombre
El equipo a través de su historia ha tenido los siguientes nombres:
| Año  | Nombre                                        |
| ---- | --------------------------------------------- |
| 1985 | Club Minervén                                 |
| 2004 | Colegio Iberoamericano Fútbol Club            |
| 2007 | Asociación Civil Minervén Bolívar Fútbol Club |
| 2009 | Asociación Civil Minervén Margarita           |
| 2014 | Minervén Sport Club                           |
| 2019 | Minervén Fútbol Club                          |

## Participaciones internacionales
Minervén Fútbol Club ha participado 5 veces en diferentes torneos internacionales; su mejor participación fue en cuartos de final de la Copa Conmebol 1994 y Copa Libertadores 1994